# Tour de Romandia 2017
El Tour de Romandia 2017 fou la 71a edició del Tour de Romandia. La cursa es disputà entre el 25 i el 30 d'abril de 2017 sobre un recorregut de 703,1 km per carreteres suïsses, distribuïts en sis etapes. Aquesta era la dinovena prova de l'UCI World Tour 2017.
El vencedor final fou l'australià Richie Porte (BMC Racing). Simon Yates (Orica-Scott) i Primož Roglič (Lotto NL-Jumbo) completaren el podi. Stefan Küng (BMC Racing) guanyà la classificació per punts, Sander Armée (Lotto-Soudal) la de la muntanya, i Pierre Latour (AG2R La Mondiale) la classificació del joves. El millor equip fou el Movistar Team.

## Equips
En ser el Tour de Romandia una cursa de l'UCI World Tour els 18 equip amb categoria World Tour tenen el dret i obligació a prendre-hi part. A banda, l'organitzador va convidar un equip continental professional, per totalitzar un gran grup amb 19 equips i 152 corredors.
| WorldTeams (18)- AG2R La Mondiale - Astana - Bahrain-Merida - BMC Racing Team - Bora-Hansgrohe - Cannondale-Drapac - FDJ - Lotto-Soudal - Movistar Team - Orica-Scott - Quick-Step Floors - Dimension Data - UAE Team Emirates - Katusha-Alpecin - Lotto NL-Jumbo - Sky - Team Sunweb - Trek-Segafredo Equip continental professional- Wanty-Groupe Gobert |
| |

## Etapes
| Etapa    | Data      | Ciutats d'etapa    | type                      | Distància (km) | Vencedor de l'etapa | Líder de la general |
| -------- | --------- | ------------------ | ------------------------- | -------------- | ------------------- | ------------------- |
| Pròleg   | 25 de abr | Aigle – Aigle      | pròleg                    | 4,8            | Fabio Felline       | Fabio Felline       |
| 1a etapa | 26 de abr | Aigle – Champéry   | etapa de mitja muntanya   | 173,3          | Michael Albasini    | Fabio Felline       |
| 2a etapa | 27 de abr | Aigle – Bulle      | etapa de mitja muntanya   | 136,5          | Stefan Küng         | Fabio Felline       |
| 3a etapa | 28 de abr | Payerne – Payerne  | etapa accidentada         | 187            | Elia Viviani        | Fabio Felline       |
| 4a etapa | 29 de abr | Domdidier – Leysin | etapa de muntanya         | 163,5          | Simon Yates         | Simon Yates         |
| 5a etapa | 30 de abr | Lausana – Lausana  | contrarellotge individual | 17,88          | Primož Roglič       | Richie Porte        |

### Pròleg
| \| Classificació de l'etapa \| Classificació de l'etapa \| Classificació de l'etapa \| Classificació de l'etapa \| Classificació de l'etapa \| \| Corredor \| Corredor \| Equip \| Temps \| \| \| ------------------------ \| ------------------------ \| ------------------------ \| ------------------------ \| ------------------------ \| \| 1r \| Fabio Felline \| Trek-Segafredo \| 5' 57" \| \| \| 2n \| Alex Dowsett \| Movistar Team \| + 2" \| \| \| 3r \| Alexander Edmondson \| Orica-Scott \| + 7" \| \| \| 4t \| Maximilian Schachmann \| Quick-Step Floors \| + 8" \| \| \| 5è \| Victor Campenaerts \| LottoNL-Jumbo \| + 8" \| \| \| 6è \| Primož Roglič \| LottoNL-Jumbo \| + 9" \| \| \| 7è \| Vassil Kirienka \| Team Sky \| + 10" \| \| \| 8è \| Tom Bohli \| BMC Racing Team \| + 10" \| \| \| 9è \| Johan Le Bon \| FDJ \| + 11" \| \| \| 10è \| Christoph Pfingsten \| Bora-Hansgrohe \| + 11" \| \| |                       |                   |        |
| |                       |                   |        |
| Font: ProCyclingStats |                       |                   |        |
| Classificació de l'etapa |                       |                   |        |
| Corredor | Corredor              | Equip             | Temps  |
| 1r | Fabio Felline         | Trek-Segafredo    | 5' 57" |
| 2n | Alex Dowsett          | Movistar Team     | + 2"   |
| 3r | Alexander Edmondson   | Orica-Scott       | + 7"   |
| 4t | Maximilian Schachmann | Quick-Step Floors | + 8"   |
| 5è | Victor Campenaerts    | LottoNL-Jumbo     | + 8"   |
| 6è | Primož Roglič         | LottoNL-Jumbo     | + 9"   |
| 7è | Vassil Kirienka       | Team Sky          | + 10"  |
| 8è | Tom Bohli             | BMC Racing Team   | + 10"  |
| 9è | Johan Le Bon          | FDJ               | + 11"  |
| 10è | Christoph Pfingsten   | Bora-Hansgrohe    | + 11"  |

| \| Classificació general \| Classificació general \| Classificació general \| Classificació general \| Classificació general \| \| Corredor \| Corredor \| Equip \| Temps \| \| \| --------------------- \| --------------------- \| --------------------- \| --------------------- \| --------------------- \| \| 1r \| Fabio Felline \| Trek-Segafredo \| 5' 57" \| \| \| 2n \| Alex Dowsett \| Movistar Team \| + 2" \| \| \| 3r \| Alexander Edmondson \| Orica-Scott \| + 7" \| \| \| 4t \| Maximilian Schachmann \| Quick-Step Floors \| + 8" \| \| \| 5è \| Victor Campenaerts \| LottoNL-Jumbo \| + 8" \| \| \| 6è \| Primož Roglič \| LottoNL-Jumbo \| + 9" \| \| \| 7è \| Vassil Kirienka \| Team Sky \| + 10" \| \| \| 8è \| Tom Bohli \| BMC Racing Team \| + 10" \| \| \| 9è \| Johan Le Bon \| FDJ \| + 11" \| \| \| 10è \| Christoph Pfingsten \| Bora-Hansgrohe \| + 11" \| \| |                       |                   |        |
| |                       |                   |        |
| Font: ProCyclingStats |                       |                   |        |
| Classificació general |                       |                   |        |
| Corredor | Corredor              | Equip             | Temps  |
| 1r | Fabio Felline         | Trek-Segafredo    | 5' 57" |
| 2n | Alex Dowsett          | Movistar Team     | + 2"   |
| 3r | Alexander Edmondson   | Orica-Scott       | + 7"   |
| 4t | Maximilian Schachmann | Quick-Step Floors | + 8"   |
| 5è | Victor Campenaerts    | LottoNL-Jumbo     | + 8"   |
| 6è | Primož Roglič         | LottoNL-Jumbo     | + 9"   |
| 7è | Vassil Kirienka       | Team Sky          | + 10"  |
| 8è | Tom Bohli             | BMC Racing Team   | + 10"  |
| 9è | Johan Le Bon          | FDJ               | + 11"  |
| 10è | Christoph Pfingsten   | Bora-Hansgrohe    | + 11"  |

### Etapa 1
| \| Classificació de l'etapa \| Classificació de l'etapa \| Classificació de l'etapa \| Classificació de l'etapa \| Classificació de l'etapa \| \| Corredor \| Corredor \| Equip \| Temps \| \| \| ------------------------ \| ----------------------------- \| ------------------------ \| ------------------------ \| ------------------------ \| \| 1r \| Michael Albasini \| Orica-Scott \| 4h 33' 10" \| \| \| 2n \| Diego Ulissi \| UAE Team Emirates \| + 0" \| \| \| 3r \| Jesús Herrada López \| Movistar Team \| + 0" \| \| \| 4t \| Natnael Berhane \| Dimension Data \| + 0" \| \| \| 5è \| Christopher Froome \| Team Sky \| + 0" \| \| \| 6è \| Peio Bilbao López de Armentia \| Astana \| + 0" \| \| \| 7è \| Wilco Kelderman \| Team Sunweb \| + 0" \| \| \| 8è \| David de la Cruz Melgarejo \| Quick-Step Floors \| + 0" \| \| \| 9è \| Richard Carapaz Montenegro \| Movistar Team \| + 0" \| \| \| 10è \| Pierre Latour \| AG2R La Mondiale \| + 0" \| \| |                               |                   |            |
| |                               |                   |            |
| Font: ProCyclingStats |                               |                   |            |
| Classificació de l'etapa |                               |                   |            |
| Corredor | Corredor                      | Equip             | Temps      |
| 1r | Michael Albasini              | Orica-Scott       | 4h 33' 10" |
| 2n | Diego Ulissi                  | UAE Team Emirates | + 0"       |
| 3r | Jesús Herrada López           | Movistar Team     | + 0"       |
| 4t | Natnael Berhane               | Dimension Data    | + 0"       |
| 5è | Christopher Froome            | Team Sky          | + 0"       |
| 6è | Peio Bilbao López de Armentia | Astana            | + 0"       |
| 7è | Wilco Kelderman               | Team Sunweb       | + 0"       |
| 8è | David de la Cruz Melgarejo    | Quick-Step Floors | + 0"       |
| 9è | Richard Carapaz Montenegro    | Movistar Team     | + 0"       |
| 10è | Pierre Latour                 | AG2R La Mondiale  | + 0"       |

| \| Classificació general \| Classificació general \| Classificació general \| Classificació general \| Classificació general \| \| Corredor \| Corredor \| Equip \| Temps \| \| \| --------------------- \| ---------------------------- \| --------------------- \| --------------------- \| --------------------- \| \| 1r \| Fabio Felline \| Trek-Segafredo \| 4h 39' 07" \| \| \| 2n \| Maximilian Schachmann \| Quick-Step Floors \| + 8" \| \| \| 3r \| Jesús Herrada López \| Movistar Team \| + 8" \| \| \| 4t \| Primož Roglič \| LottoNL-Jumbo \| + 9" \| \| \| 5è \| Ion Izagirre Insausti \| Bahrain-Merida \| + 12" \| \| \| 6è \| Bob Jungels \| Quick-Step Floors \| + 12" \| \| \| 7è \| José Gonçalves Maciel \| Katusha-Alpecin \| + 13" \| \| \| 8è \| Rubén Fernández Andújar \| Movistar Team \| + 13" \| \| \| 9è \| Michael Albasini \| Orica-Scott \| + 14" \| \| \| 10è \| Jonathan Castroviejo Nicolás \| Movistar Team \| + 14" \| \| |                              |                   |            |
| |                              |                   |            |
| Font: ProCyclingStats |                              |                   |            |
| Classificació general |                              |                   |            |
| Corredor | Corredor                     | Equip             | Temps      |
| 1r | Fabio Felline                | Trek-Segafredo    | 4h 39' 07" |
| 2n | Maximilian Schachmann        | Quick-Step Floors | + 8"       |
| 3r | Jesús Herrada López          | Movistar Team     | + 8"       |
| 4t | Primož Roglič                | LottoNL-Jumbo     | + 9"       |
| 5è | Ion Izagirre Insausti        | Bahrain-Merida    | + 12"      |
| 6è | Bob Jungels                  | Quick-Step Floors | + 12"      |
| 7è | José Gonçalves Maciel        | Katusha-Alpecin   | + 13"      |
| 8è | Rubén Fernández Andújar      | Movistar Team     | + 13"      |
| 9è | Michael Albasini             | Orica-Scott       | + 14"      |
| 10è | Jonathan Castroviejo Nicolás | Movistar Team     | + 14"      |

### Etapa 2
| \| Classificació de l'etapa \| Classificació de l'etapa \| Classificació de l'etapa \| Classificació de l'etapa \| Classificació de l'etapa \| \| Corredor \| Corredor \| Equip \| Temps \| \| \| ------------------------ \| ------------------------------- \| ------------------------ \| ------------------------ \| ------------------------ \| \| 1r \| Stefan Küng \| BMC Racing Team \| 3h 33' 15" \| \| \| 2n \| Andrí Hrivko \| Astana \| + 0" \| \| \| 3r \| Sonny Colbrelli \| Bahrain-Merida \| + 20" \| \| \| 4t \| Alexander Edmondson \| Orica-Scott \| + 20" \| \| \| 5è \| Ben Swift \| UAE Team Emirates \| + 20" \| \| \| 6è \| Fabio Felline \| Trek-Segafredo \| + 20" \| \| \| 7è \| Tosh Van der Sande \| Lotto-Soudal \| + 20" \| \| \| 8è \| Jarlinson Pantano Gómez \| Trek-Segafredo \| + 20" \| \| \| 9è \| Diego Ulissi \| UAE Team Emirates \| + 20" \| \| \| 10è \| Maximiliano Richeze Araquistain \| Quick-Step Floors \| + 20" \| \| |                                 |                   |            |
| |                                 |                   |            |
| Font: ProCyclingStats |                                 |                   |            |
| Classificació de l'etapa |                                 |                   |            |
| Corredor | Corredor                        | Equip             | Temps      |
| 1r | Stefan Küng                     | BMC Racing Team   | 3h 33' 15" |
| 2n | Andrí Hrivko                    | Astana            | + 0"       |
| 3r | Sonny Colbrelli                 | Bahrain-Merida    | + 20"      |
| 4t | Alexander Edmondson             | Orica-Scott       | + 20"      |
| 5è | Ben Swift                       | UAE Team Emirates | + 20"      |
| 6è | Fabio Felline                   | Trek-Segafredo    | + 20"      |
| 7è | Tosh Van der Sande              | Lotto-Soudal      | + 20"      |
| 8è | Jarlinson Pantano Gómez         | Trek-Segafredo    | + 20"      |
| 9è | Diego Ulissi                    | UAE Team Emirates | + 20"      |
| 10è | Maximiliano Richeze Araquistain | Quick-Step Floors | + 20"      |

| \| Classificació general \| Classificació general \| Classificació general \| Classificació general \| Classificació general \| \| Corredor \| Corredor \| Equip \| Temps \| \| \| --------------------- \| ---------------------------- \| --------------------- \| --------------------- \| --------------------- \| \| 1r \| Fabio Felline \| Trek-Segafredo \| 8h 12' 42" \| \| \| 2n \| Maximilian Schachmann \| Quick-Step Floors \| + 8" \| \| \| 3r \| Jesús Herrada López \| Movistar Team \| + 8" \| \| \| 4t \| Primož Roglič \| LottoNL-Jumbo \| + 9" \| \| \| 5è \| Ion Izagirre Insausti \| Bahrain-Merida \| + 12" \| \| \| 6è \| Bob Jungels \| Quick-Step Floors \| + 12" \| \| \| 7è \| José Gonçalves Maciel \| Katusha-Alpecin \| + 13" \| \| \| 8è \| Rubén Fernández Andújar \| Movistar Team \| + 13" \| \| \| 9è \| Michael Albasini \| Orica-Scott \| + 14" \| \| \| 10è \| Jonathan Castroviejo Nicolás \| Movistar Team \| + 14" \| \| |                              |                   |            |
| |                              |                   |            |
| Font: ProCyclingStats |                              |                   |            |
| Classificació general |                              |                   |            |
| Corredor | Corredor                     | Equip             | Temps      |
| 1r | Fabio Felline                | Trek-Segafredo    | 8h 12' 42" |
| 2n | Maximilian Schachmann        | Quick-Step Floors | + 8"       |
| 3r | Jesús Herrada López          | Movistar Team     | + 8"       |
| 4t | Primož Roglič                | LottoNL-Jumbo     | + 9"       |
| 5è | Ion Izagirre Insausti        | Bahrain-Merida    | + 12"      |
| 6è | Bob Jungels                  | Quick-Step Floors | + 12"      |
| 7è | José Gonçalves Maciel        | Katusha-Alpecin   | + 13"      |
| 8è | Rubén Fernández Andújar      | Movistar Team     | + 13"      |
| 9è | Michael Albasini             | Orica-Scott       | + 14"      |
| 10è | Jonathan Castroviejo Nicolás | Movistar Team     | + 14"      |

### Etapa 3
| \| Classificació de l'etapa \| Classificació de l'etapa \| Classificació de l'etapa \| Classificació de l'etapa \| Classificació de l'etapa \| \| Corredor \| Corredor \| Equip \| Temps \| \| \| ------------------------ \| ------------------------------- \| ------------------------ \| ------------------------ \| ------------------------ \| \| 1r \| Elia Viviani \| Team Sky \| 4h 27' 42" \| \| \| 2n \| Sonny Colbrelli \| Bahrain-Merida \| + 0" \| \| \| 3r \| Michael Schwarzmann \| Bora-Hansgrohe \| + 0" \| \| \| 4t \| Alexander Edmondson \| Orica-Scott \| + 0" \| \| \| 5è \| Samuel Dumoulin \| AG2R La Mondiale \| + 0" \| \| \| 6è \| Youcef Reguigui \| Dimension Data \| + 0" \| \| \| 7è \| Maximiliano Richeze Araquistain \| Quick-Step Floors \| + 0" \| \| \| 8è \| Moreno Hofland \| Lotto-Soudal \| + 0" \| \| \| 9è \| Viatxeslav Kuznetsov \| Katusha-Alpecin \| + 0" \| \| \| 10è \| Juan José Lobato del Valle \| LottoNL-Jumbo \| + 0" \| \| |                                 |                   |            |
| |                                 |                   |            |
| Font: ProCyclingStats |                                 |                   |            |
| Classificació de l'etapa |                                 |                   |            |
| Corredor | Corredor                        | Equip             | Temps      |
| 1r | Elia Viviani                    | Team Sky          | 4h 27' 42" |
| 2n | Sonny Colbrelli                 | Bahrain-Merida    | + 0"       |
| 3r | Michael Schwarzmann             | Bora-Hansgrohe    | + 0"       |
| 4t | Alexander Edmondson             | Orica-Scott       | + 0"       |
| 5è | Samuel Dumoulin                 | AG2R La Mondiale  | + 0"       |
| 6è | Youcef Reguigui                 | Dimension Data    | + 0"       |
| 7è | Maximiliano Richeze Araquistain | Quick-Step Floors | + 0"       |
| 8è | Moreno Hofland                  | Lotto-Soudal      | + 0"       |
| 9è | Viatxeslav Kuznetsov            | Katusha-Alpecin   | + 0"       |
| 10è | Juan José Lobato del Valle      | LottoNL-Jumbo     | + 0"       |

| \| Classificació general \| Classificació general \| Classificació general \| Classificació general \| Classificació general \| \| Corredor \| Corredor \| Equip \| Temps \| \| \| --------------------- \| ---------------------------- \| --------------------- \| --------------------- \| --------------------- \| \| 1r \| Fabio Felline \| Trek-Segafredo \| 12h 40' 24" \| \| \| 2n \| Maximilian Schachmann \| Quick-Step Floors \| + 8" \| \| \| 3r \| Jesús Herrada López \| Movistar Team \| + 8" \| \| \| 4t \| Primož Roglič \| LottoNL-Jumbo \| + 9" \| \| \| 5è \| Ion Izagirre Insausti \| Bahrain-Merida \| + 12" \| \| \| 6è \| Bob Jungels \| Quick-Step Floors \| + 12" \| \| \| 7è \| José Gonçalves Maciel \| Katusha-Alpecin \| + 13" \| \| \| 8è \| Rubén Fernández Andújar \| Movistar Team \| + 13" \| \| \| 9è \| Michael Albasini \| Orica-Scott \| + 14" \| \| \| 10è \| Jonathan Castroviejo Nicolás \| Movistar Team \| + 14" \| \| |                              |                   |             |
| |                              |                   |             |
| Font: ProCyclingStats |                              |                   |             |
| Classificació general |                              |                   |             |
| Corredor | Corredor                     | Equip             | Temps       |
| 1r | Fabio Felline                | Trek-Segafredo    | 12h 40' 24" |
| 2n | Maximilian Schachmann        | Quick-Step Floors | + 8"        |
| 3r | Jesús Herrada López          | Movistar Team     | + 8"        |
| 4t | Primož Roglič                | LottoNL-Jumbo     | + 9"        |
| 5è | Ion Izagirre Insausti        | Bahrain-Merida    | + 12"       |
| 6è | Bob Jungels                  | Quick-Step Floors | + 12"       |
| 7è | José Gonçalves Maciel        | Katusha-Alpecin   | + 13"       |
| 8è | Rubén Fernández Andújar      | Movistar Team     | + 13"       |
| 9è | Michael Albasini             | Orica-Scott       | + 14"       |
| 10è | Jonathan Castroviejo Nicolás | Movistar Team     | + 14"       |

### Etapa 4
| \| Classificació de l'etapa \| Classificació de l'etapa \| Classificació de l'etapa \| Classificació de l'etapa \| Classificació de l'etapa \| \| Corredor \| Corredor \| Equip \| Temps \| \| \| ------------------------ \| ------------------------ \| ------------------------ \| ------------------------ \| ------------------------ \| \| 1r \| Simon Yates \| Orica-Scott \| 4h 10' 03" \| \| \| 2n \| Richie Porte \| BMC Racing Team \| + 0" \| \| \| 3r \| Emanuel Buchmann \| Bora-Hansgrohe \| + 30" \| \| \| 4t \| Tejay van Garderen \| BMC Racing Team \| + 43" \| \| \| 5è \| Rigoberto Urán \| Cannondale-Drapac \| + 52" \| \| \| 6è \| Diego Ulissi \| UAE Team Emirates \| + 52" \| \| \| 7è \| Pierre Latour \| AG2R La Mondiale \| + 52" \| \| \| 8è \| Louis Meintjes \| UAE Team Emirates \| + 52" \| \| \| 9è \| Damien Howson \| Orica-Scott \| + 52" \| \| \| 10è \| David Gaudu \| FDJ \| + 52" \| \| |                    |                   |            |
| |                    |                   |            |
| Font: ProCyclingStats |                    |                   |            |
| Classificació de l'etapa |                    |                   |            |
| Corredor | Corredor           | Equip             | Temps      |
| 1r | Simon Yates        | Orica-Scott       | 4h 10' 03" |
| 2n | Richie Porte       | BMC Racing Team   | + 0"       |
| 3r | Emanuel Buchmann   | Bora-Hansgrohe    | + 30"      |
| 4t | Tejay van Garderen | BMC Racing Team   | + 43"      |
| 5è | Rigoberto Urán     | Cannondale-Drapac | + 52"      |
| 6è | Diego Ulissi       | UAE Team Emirates | + 52"      |
| 7è | Pierre Latour      | AG2R La Mondiale  | + 52"      |
| 8è | Louis Meintjes     | UAE Team Emirates | + 52"      |
| 9è | Damien Howson      | Orica-Scott       | + 52"      |
| 10è | David Gaudu        | FDJ               | + 52"      |

| \| Classificació general \| Classificació general \| Classificació general \| Classificació general \| Classificació general \| \| Corredor \| Corredor \| Equip \| Temps \| \| \| --------------------- \| --------------------- \| --------------------- \| --------------------- \| --------------------- \| \| 1r \| Simon Yates \| Orica-Scott \| 16h 50' 35" \| \| \| 2n \| Richie Porte \| BMC Racing Team \| + 19" \| \| \| 3r \| Emanuel Buchmann \| Bora-Hansgrohe \| + 38" \| \| \| 4t \| Fabio Felline \| Trek-Segafredo \| + 44" \| \| \| 5è \| Jesús Herrada López \| Movistar Team \| + 52" \| \| \| 6è \| Primož Roglič \| LottoNL-Jumbo \| + 53" \| \| \| 7è \| Ion Izagirre Insausti \| Bahrain-Merida \| + 56" \| \| \| 8è \| Bob Jungels \| Quick-Step Floors \| + 56" \| \| \| 9è \| Diego Ulissi \| UAE Team Emirates \| + 58" \| \| \| 10è \| Damien Howson \| Orica-Scott \| + 59" \| \| |                       |                   |             |
| |                       |                   |             |
| Font: ProCyclingStats |                       |                   |             |
| Classificació general |                       |                   |             |
| Corredor | Corredor              | Equip             | Temps       |
| 1r | Simon Yates           | Orica-Scott       | 16h 50' 35" |
| 2n | Richie Porte          | BMC Racing Team   | + 19"       |
| 3r | Emanuel Buchmann      | Bora-Hansgrohe    | + 38"       |
| 4t | Fabio Felline         | Trek-Segafredo    | + 44"       |
| 5è | Jesús Herrada López   | Movistar Team     | + 52"       |
| 6è | Primož Roglič         | LottoNL-Jumbo     | + 53"       |
| 7è | Ion Izagirre Insausti | Bahrain-Merida    | + 56"       |
| 8è | Bob Jungels           | Quick-Step Floors | + 56"       |
| 9è | Diego Ulissi          | UAE Team Emirates | + 58"       |
| 10è | Damien Howson         | Orica-Scott       | + 59"       |

### Etapa 5
| \| Classificació de l'etapa \| Classificació de l'etapa \| Classificació de l'etapa \| Classificació de l'etapa \| Classificació de l'etapa \| \| Corredor \| Corredor \| Equip \| Temps \| \| \| ------------------------ \| ---------------------------- \| ------------------------ \| ------------------------ \| ------------------------ \| \| 1r \| Primož Roglič \| LottoNL-Jumbo \| 24' 58" \| \| \| 2n \| Richie Porte \| BMC Racing Team \| + 8" \| \| \| 3r \| Tejay van Garderen \| BMC Racing Team \| + 34" \| \| \| 4t \| Ion Izagirre Insausti \| Bahrain-Merida \| + 34" \| \| \| 5è \| Fabio Felline \| Trek-Segafredo \| + 34" \| \| \| 6è \| Andrey Amador Bikkazakova \| Movistar Team \| + 35" \| \| \| 7è \| Jonathan Castroviejo Nicolás \| Movistar Team \| + 41" \| \| \| 8è \| Lennard Kämna \| Team Sunweb \| + 42" \| \| \| 9è \| Christopher Froome \| Team Sky \| + 46" \| \| \| 10è \| Ilnur Zakarin \| Katusha-Alpecin \| + 46" \| \| |                              |                 |         |
| |                              |                 |         |
| Font: ProCyclingStats |                              |                 |         |
| Classificació de l'etapa |                              |                 |         |
| Corredor | Corredor                     | Equip           | Temps   |
| 1r | Primož Roglič                | LottoNL-Jumbo   | 24' 58" |
| 2n | Richie Porte                 | BMC Racing Team | + 8"    |
| 3r | Tejay van Garderen           | BMC Racing Team | + 34"   |
| 4t | Ion Izagirre Insausti        | Bahrain-Merida  | + 34"   |
| 5è | Fabio Felline                | Trek-Segafredo  | + 34"   |
| 6è | Andrey Amador Bikkazakova    | Movistar Team   | + 35"   |
| 7è | Jonathan Castroviejo Nicolás | Movistar Team   | + 41"   |
| 8è | Lennard Kämna                | Team Sunweb     | + 42"   |
| 9è | Christopher Froome           | Team Sky        | + 46"   |
| 10è | Ilnur Zakarin                | Katusha-Alpecin | + 46"   |

## Classificacions finals

### Classificació general
| \| Classificació general \| Classificació general \| Classificació general \| Classificació general \| Classificació general \| \| Corredor \| Corredor \| Equip \| Temps \| \| \| --------------------- \| --------------------- \| --------------------- \| --------------------- \| --------------------- \| \| 1r \| Richie Porte \| BMC Racing Team \| 17h 16' 00" \| \| \| 2n \| Simon Yates \| Orica-Scott \| + 21" \| \| \| 3r \| Primož Roglič \| LottoNL-Jumbo \| + 26" \| \| \| 4t \| Fabio Felline \| Trek-Segafredo \| + 51" \| \| \| 5è \| Ion Izagirre Insausti \| Bahrain-Merida \| + 1' 03" \| \| \| 6è \| Tejay van Garderen \| BMC Racing Team \| + 1' 16" \| \| \| 7è \| Wilco Kelderman \| Team Sunweb \| + 1' 21" \| \| \| 8è \| Bob Jungels \| Quick-Step Floors \| + 1' 22" \| \| \| 9è \| Jesús Herrada López \| Movistar Team \| + 1' 22" \| \| \| 10è \| Emanuel Buchmann \| Bora-Hansgrohe \| + 1' 24" \| \| |                       |                   |             |
| |                       |                   |             |
| Font: ProCyclingStats |                       |                   |             |
| Classificació general |                       |                   |             |
| Corredor | Corredor              | Equip             | Temps       |
| 1r | Richie Porte          | BMC Racing Team   | 17h 16' 00" |
| 2n | Simon Yates           | Orica-Scott       | + 21"       |
| 3r | Primož Roglič         | LottoNL-Jumbo     | + 26"       |
| 4t | Fabio Felline         | Trek-Segafredo    | + 51"       |
| 5è | Ion Izagirre Insausti | Bahrain-Merida    | + 1' 03"    |
| 6è | Tejay van Garderen    | BMC Racing Team   | + 1' 16"    |
| 7è | Wilco Kelderman       | Team Sunweb       | + 1' 21"    |
| 8è | Bob Jungels           | Quick-Step Floors | + 1' 22"    |
| 9è | Jesús Herrada López   | Movistar Team     | + 1' 22"    |
| 10è | Emanuel Buchmann      | Bora-Hansgrohe    | + 1' 24"    |

### Classificacions secundàries
|   | Ciclista            | Equip            | Punts |
| - | ------------------- | ---------------- | ----- |
| 1 | Sander Armée (BEL)  | Lotto Soudal     | 67    |
| 2 | Simon Yates (GBR)   | Orica-Scott      | 50    |
| 3 | Mikaël Cherel (FRA) | AG2R La Mondiale | 22    |

|   | Ciclista                  | Equip           | Punts |
| - | ------------------------- | --------------- | ----- |
| 1 | Stefan Küng (SUI)         | BMC Racing Team | 66    |
| 2 | Fabio Felline (ITA)       | Trek-Segafredo  | 65    |
| 3 | Alexander Edmondson (AUS) | Orica-Scott     | 58    |

|   | Ciclista                    | Equip             | Temps       |
| - | --------------------------- | ----------------- | ----------- |
| 1 | Pierre Latour (FRA)         | AG2R La Mondiale  | 17h 17' 44" |
| 2 | Maximilian Schachmann (GER) | Quick-Step Floors | + 14"       |
| 3 | Jack Haig (AUS)             | Orica-Scott       | + 36"       |

|   | Equip             | País      | Temps       |
| - | ----------------- | --------- | ----------- |
| 1 | Movistar Team     | Espanya   | 51h 51' 49" |
| 2 | Orica-Scott       | Austràlia | + 5"        |
| 3 | Quick-Step Floors | Bèlgica   | + 1' 13"    |

## Evolució de les classificacions
| Etepa | Vencedor         | Classificació general | Classificació de la muntanya | Classificació per punts | Classificació dels joves | Classificació per equips |
| ----- | ---------------- | --------------------- | ---------------------------- | ----------------------- | ------------------------ | ------------------------ |
| P     | Fabio Felline    | Fabio Felline         | No concedit                  | Fabio Felline           | Alexander Edmondson      | Movistar                 |
| 1     | Michael Albasini | Fabio Felline         | Simon Yates                  | Fabio Felline           | Maximilian Schachmann    | Movistar                 |
| 2     | Stefan Küng      | Fabio Felline         | Sander Armée                 | Stefan Küng             | Maximilian Schachmann    | Movistar                 |
| 3     | Elia Viviani     | Fabio Felline         | Sander Armée                 | Stefan Küng             | Maximilian Schachmann    | Movistar                 |
| 4     | Simon Yates      | Simon Yates           | Sander Armée                 | Stefan Küng             | Pierre Latour            | Orica-Scott              |
| 5     | Primož Roglič    | Richie Porte          | Sander Armée                 | Stefan Küng             | Pierre Latour            | Movistar                 |
| Final | Final            | Richie Porte          | Sander Armée                 | Stefan Küng             | Pierre Latour            | Movistar                 |